# Jennifer Lawrence
Jennifer Lawrence   (Indian Hills, 15 d'agost de 1990) és una actriu estatunidenca de cinema i televisió. Les pel·lícules en què ha actuat han recaptat més de 6.000 milions de dòlars a tot el món i va ser l’actriu més ben pagada del món els anys 2015 i 2016. Lawrence va aparèixer a la revista Time entre les 100 persones més influents del món a la llista de 2013, així com a la llista Celebrity 100 de la revista Forbes als rànquings de 2014 al 2016.
Durant la seva infantesa, Lawrence va actuar en obres teatrals de l'església i musicals escolars. Als 14 anys, un caçatalents la va veure mentre estava de vacances a la ciutat de Nova York amb la seva família. Llavors Lawrence es va traslladar a Los Angeles i va començar la seva carrera com a actriu interpretant papers esporàdics en programes de televisió. El seu primer rol important va arribar amb un paper de personatge principal a la sitcom The Bill Engvall Show (2007-2009). Lawrence va debutar al cinema en un paper secundari al drama Garden Party (2008) i va progressar amb el seu paper d'adolescent en situació de pobresa al drama independent Winter's Bone (2010). La seva carrera va avançar amb els papers protagonistes com el de la mutant Mystique a la saga de pel·lícules X-Men (2011-2019) i Katniss Everdeen a la saga d'Els jocs de la fam (2012-2015). Aquest últim paper la va convertir en l’heroïna d’acció amb més ingressos de tots els temps.
Lawrence va ser elogiada per les seves col·laboracions amb el director David O. Russell. La seva interpretació de jove vídua deprimida a la pel·lícula romàntica La part positiva de les coses (2012) li va valer l'Oscar a la millor actriu, convertint-la en la segona guanyadora més jove del premi. Posteriorment, va guanyar el premi BAFTA a la millor actriu en un paper secundari per interpretar a una esposa amb problemes a la comèdia negra American Hustle (2013). Lawrence també va rebre premis Globus d'Or per aquestes dues pel·lícules i per interpretar Joy Mangano al biopic Joy (2015). Una sèrie de pel·lícules amb ressenyes mixtes i l'escrutini dels mitjans de comunicació de les seves eleccions de paper van portar a una petita pausa de l'actuació. Va tornar el 2021 amb la comèdia negra de Netflix, Don't Look Up.
Lawrence s'ha presentat com a obertament feminista i adherida a la defensa dels drets reproductius. El 2015 va fundar la Jennifer Lawrence Foundation, que ha donat suport a diversos projectes socials com el Boys & Girls Clubs of America i els Special Olympics. El 2018 va crear la productora Excellent Cadaver. És membre actiu de l'organització no partidista sense ànim de lucre contra la corrupció RepresentUs i ha servit de portaveu als seus vídeos sobre la protecció de la democràcia.

## Joventut
Jennifer Shrader Lawrence va néixer el 15 d'agost de 1990 a Indian Hills, Kentucky, filla de Gary, propietari d'una empresa de construcció, i de Karen, gerent d'un campament d'estiu. Té dos germans grans, Ben i Blaine, i la seva mare la va educar per ser «dura» com ells i no li va permetre jugar amb altres noies a preescolar, ja que la veia «massa brusca» amb elles. Lawrence es va formar a la Kammerer Middle School de Louisville. No va gaudir de la seva infància a causa de la hiperactivitat i l’ansietat social i es considerava una persona inadaptada entre els seus companys. Lawrence ha assegurat que les seves angoixes van desaparèixer quan va començar a actuar dalt de l'escenari i que la interpretació li va donar una sensació de satisfacció.
Les activitats extraescolars de Lawrence inclogueren l'equip d'animadores, el softbol, l'hoquei herba i el bàsquet, en què jugava en un equip masculí entrenat pel seu pare. Mentre creixia, li agradava muntar a cavall i sovint visitava una granja de cavalls local. Una caiguda des de dalt d'un cavall li va causar un traumatisme al còccix. Quan el seu pare treballava des de casa, actuava per a ell, sovint disfressant-se de pallasso o ballarina. Va experimentar la primera tasca d’interpretació als nou anys quan va interpretar el paper d’una prostituta en una obra teatral basada en el Llibre de Jonàs. Durant els anys següents, va continuar participant en obres teatrals de l'església i musicals escolars.
Lawrence tenia catorze anys i estava de vacances familiars a la ciutat de Nova York quan un caçatalents la va veure al carrer i li va proposar una audició per a agents de talent. Karen no tenia ganes de permetre a la seva filla seguir una carrera com a actriu, però va traslladar breument la seva família a Nova York per deixar-la fer les proves per als papers. Després de la primera lectura de Lawrence, els agents van dir que la seva era la millor que havien escoltat d'algú tan jove. La mare de Lawrence la va convèncer que els agents de talent mentien. Lawrence va dir que les seves primeres experiències van ser difícils perquè se sentia sola i sense amics. Va signar amb la CESD Talent Agency, que va convèncer els seus pares perquè la deixessin provar papers a Los Angeles. Quan la seva mare la va animar a començar a fer de model, Lawrence va insistir per seguir actuant. En aquell moment, va considerar que actuar s'ajustava adequadament a les seves habilitats i va rebutjar diverses ofertes per fer de model. Lawrence va deixar els estudis als 14 anys sense rebre un certificat d'estudis obligatoris. Lawrence ha afirmat que era «autoeducada» i que la seva carrera era la seva prioritat. Entre feina i feina d’interpretació a la ciutat, Lawrence realitzava visites periòdiques a Louisville, on feia d’auxiliar d'infermeria al campament de la seva mare.

## Carrera professional

### Inicis (2006-2010)

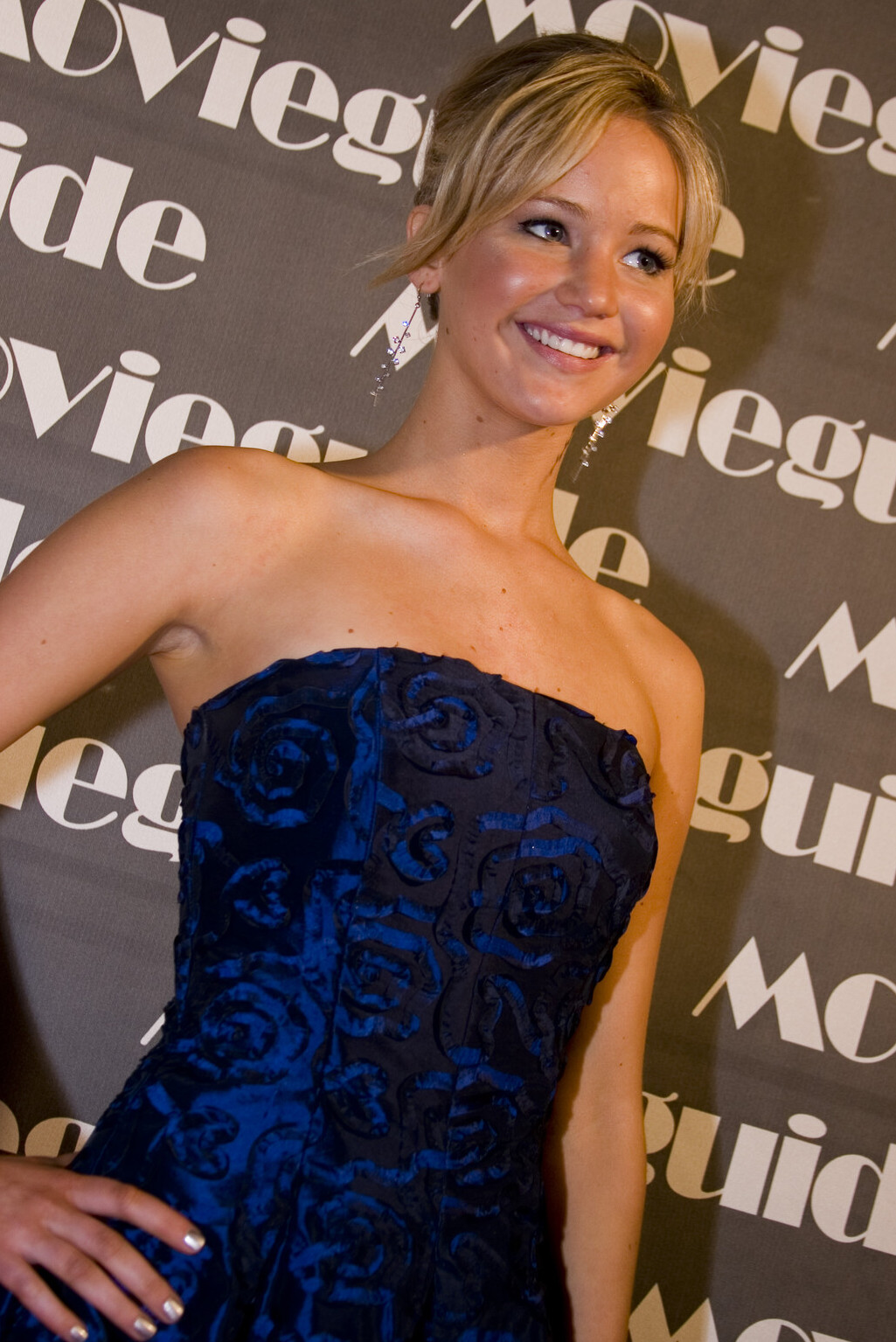
Jennifer Lawrence als premis Movieguide (2007).

Lawrence va començar la seva carrera com a actriu amb un paper menor a televisió amb Company Town (2006) i amb papers esporàdics en diversos programes de televisió, com ara Monk (2006) i Medium (2007). Aquestes aparicions van portar-la a ser escollida per un personatge habitual a la comèdia del canal estatunidenc TBS The Bill Engvall Show, en la qual interpretava Lauren, la rebel filla adolescent d’una família que vivia al suburbi de Louisville, Colorado. La sèrie es va estrenar el 2007 i va durar tres temporades. Lawrence va ser elogiada per la crítica. Lawrence va guanyar un premi Young Artist a jove intèrpret destacada en una sèrie de televisió per aquest paper l'any 2009.
Lawrence va debutar al cinema a la pel·lícula dramàtica Garden Party del 2008, en què va interpretar una adolescent amb problemes anomenada Tiff. Després va aparèixer llargmetratge de debut del director Guillermo Arriaga Lluny de la terra cremada (2008), un drama narrat en format coral. Va ser escollida pel paper de la filla adolescent del personatge de Kim Basinger que descobreix la història extramatrimonial de la seva mare, un paper que va compartir amb Charlize Theron. Ambdues actrius van interpretar el personatge en diferents etapes de la seva vida. Mark Feeney per The Boston Globe opinà que l’actuació de Lawrence era «una tasca ingrata», però Derek Elley de Variety la va elogiar com el principal actiu de la producció, escrivint que «introdueix profunditats més fresques» a la pel·lícula. La seva interpretació li va valer el premi Marcello Mastroianni a la millor actriu emergent al Festival de Venècia. També aquell any, va aparèixer al videoclip de la cançó «The Mess I Made» de Parachute. L'any següent va protagonitzar el drama de Lori Petty The Poker House com la més gran de les tres germanes que vivien amb una mare que abusava de les drogues. Stephen Farber, de The Hollywood Reporter, va opinar que Lawrence «tenia una sensació a càmera commovedora que transmet la innocència dels nens», i va guanyar-li un premi a interpretació destacada del Festival de Cinema de Los Angeles per la seva actuació a la pel·lícula.
El paper que la va impulsar a l'estrellat va arribar al drama a petita escala Winter's Bone (2010), basat en la novel·la homònima de Daniel Woodrell. A la pel·lícula independent de Debra Granik, va retratar Ree Dolly, una adolescent pobra de les muntanyes Ozark que cuida de la seva mare malalta mental i dels seus germans menors mentre busca el seu pare desaparegut. Lawrence va viatjar als Ozarks una setmana abans que el rodatge comencés a viure amb la família en la qual es basava la història i, durant la preparació, va aprendre a lluitar, pelar esquirols i picar fusta. David Denby, de The New Yorker va dir que la pel·lícula «seria inimaginable per a qualsevol persona menys carismàtica», i Peter Travers de Rolling Stone va escriure que «la seva interpretació és més que actuar, és una tempesta en augment. Els ulls de Lawrence són un full de ruta cap al que està esquinçant Ree». La producció va guanyar el Gran Premi del Jurat al Festival de Cinema de Sundance. L'actriu va ser guardonada amb el National Board of Review Award a la interpretació revelació i va rebre les seves primeres nominacions al Globus d'Or, Premi del Sindicat d'Actors de Cinema i a l'Oscar a la millor actriu, convertint-se en la segona persona més jove en ser nominada en aquesta categoria.

### Èxits i premis (2011-2013)

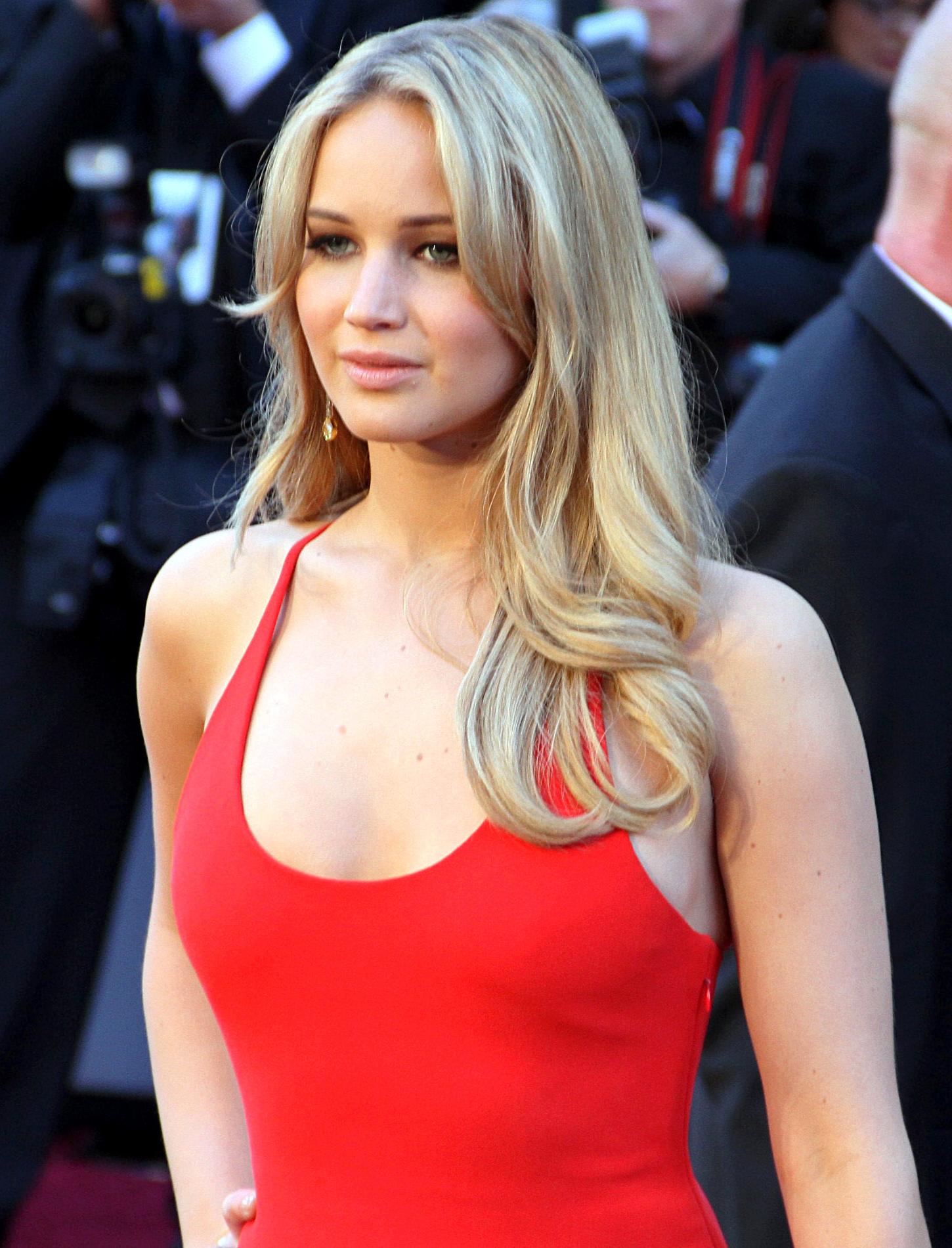
Lawrence als 83ns premis de l'Acadèmia el 2011, on va rebre la seva primera nominació a millor actriu per Winter's Bone.

L'any 2011, Lawrence va assumir un paper secundari a Like Crazy, un drama romàntic sobre relacions a llarga distància, protagonitzat per Anton Yelchin i Felicity Jones. Kenneth Turan, de Los Angeles Times va considerar que la pel·lícula era una «història d'amor intensament treballada i immensament satisfactòria» i va celebrar els tres intèrprets per «fer palpable l'anhel [dels personatges]». Després va aparèixer a la comèdia negra de Jodie Foster El castor al costat de Foster i Mel Gibson. Rodada el 2009, la producció es va retardar a causa d'una controvèrsia sobre Gibson i va obtenir menys de la meitat del seu pressupost de 21 milions de dòlars.
Després del seu dramàtic paper a Winter's Bone, Lawrence va buscar quelcom menys greu i ho va trobar amb el seu primer llançament de gran projecció: la pel·lícula de superherois de Matthew Vaughn X-Men: First Class (2011), una preqüela de la saga dels X-Men. Ella va interpretar la mutant metamòrfica Mystique, un paper interpretat per Rebecca Romijn en les pel·lícules anteriors. Vaughn va escollir Lawrence, ja que pensava que seria capaç de retratar la debilitat i la força implicades en la transformació del personatge. Per al paper, Lawrence va perdre pes i va practicar ioga. Per a la forma blava de Mystique, va haver de passar vuit hores de maquillatge, on se li aplicaven peces de làtex al cos nu, com havia fet Romijn a les altres pel·lícules. Aquest procés va requerir que Lawrence es presentés a les 2 de la matinada al set. El paper la intimidava, perquè admirava Romijn. Escrivint per a USA Today, Claudia Puig va considerar que la pel·lícula era un «reinici elegant» de la sèrie de pel·lícules i va creure que la seva «actuació amb molta essència» va potenciar la pel·lícula. Amb uns ingressos mundials de 350 milions de dòlars, X-Men: First Class es va convertir en la pel·lícula més taquillera de Lawrence fins a aquell moment.

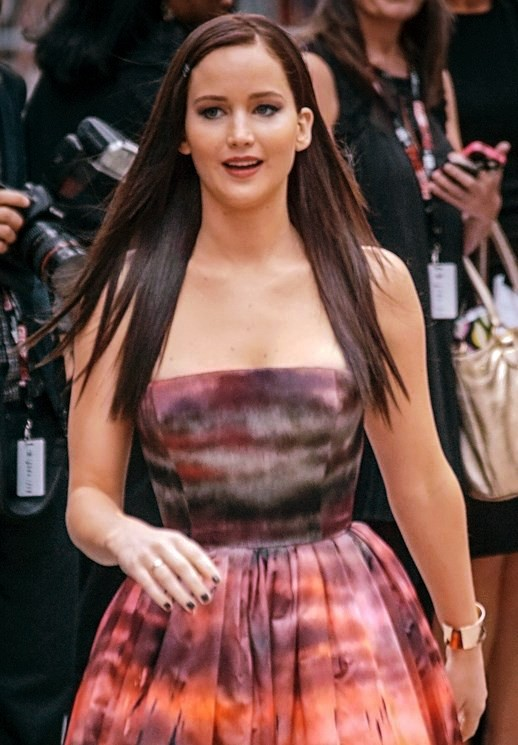
Lawrence al Festival Internacional de Cinema de Toronto de 2012.

El 2012 va interpretar Katniss Everdeen a Els jocs de la fam, una adaptació del primer llibre de la trilogia del mateix nom de l'autora Suzanne Collins. Ambientada en un futur post-apocalíptic, la sèrie explica la història de l’heroïna adolescent Everdeen quan s'uneix a les forces rebels contra un govern totalitari després de guanyar un brutal esdeveniment anual televisat. Tot i ser admiradora dels llibres, Lawrence va dubtar inicialment si acceptava el paper, a causa de la gran envergadura de la pel·lícula. Va acceptar el projecte després que la seva mare la va convèncer perquè hi participés. Va practicar ioga, tir amb arc, escalada en roca i arbres i tècniques de combat cos a cos per al paper. Mentre s'entrenava per a l'actuació, es va lesionar corrent contra una paret. La pel·lícula va rebre crítiques generalment positives, i la interpretació del paper d'Everdeen per Lawrence va ser especialment elogiada. Todd McCarthy, de The Hollywood Reporter, la va qualificar d'«actriu de pantalla ideal», i va afegir que encarnava perfectament l'Everdeen de la novel·la i que dotava la pel·lícula «d'una gravetat i presència impressionants». Roger Ebert va reconèixer que era «forta i convincent en el paper central». Amb uns ingressos mundials de més de 690 milions de dòlars, Els jocs de la fam es van convertir en una pel·lícula amb més recaptació de taquilla amb una protagonista femenina, convertint Lawrence en l'heroïna d'acció amb més beneficis a taquilla de tots els temps. L’èxit de la pel·lícula la va consolidar com una estrella mundial.
Més tard, el 2012, Lawrence va interpretar Tiffany Maxwell, una jove vídua amb trastorn límit de la personalitat, a la pel·lícula romàntica La part positiva de les coses de David O. Russell. La pel·lícula era una adaptació de la novel·la homònima de Matthew Quick. S'hi tracta el seu personatge, que troba companyonia amb Pat Solitano Jr. (interpretat per Bradley Cooper), un home amb trastorn bipolar. La complexa personalitat del seu personatge la va atraure i va afirmar: «[Maxwell] no encaixava en cap tipus bàsic de perfil de personatge. Algú molt contundent i tossut normalment és molt insegur, però ella no ho és». Mentre Russell inicialment va trobar Lawrence massa jove per al paper, ella el va convèncer perquè la seleccionés mitjançant una audició per Skype. Es va veure desafiada per l'espontaneïtat de Russell com a director i va descriure l'experiència en el projecte com la «millor de la [seva] vida». Richard Corliss, de la revista Time, va escriure: «Amb només 21 anys quan es va rodar la pel·lícula, Lawrence és aquella rara jove actriu que interpreta i que és adulta. Dona una intel·ligència madura a qualsevol paper». Peter Travers va opinar que Lawrence «és una mena de miracle. És grollera, bruta, divertida, descuidada, sexy, vibrant i vulnerable, de vegades tot en la mateixa escena, fins i tot en la mateixa respiració». Va guanyar el Globus d’Or i l'Oscar a la millor actriu per la seva interpretació, convertint-se als 22 anys en la segona guanyadora del premi a la millor actriu més jove. La seva última pel·lícula de l'any 2012 va ser al costat de Max Thieriot i Elisabeth Shue al thriller de Mark Tonderai, House at the End of the Street.
El gener de 2013, Lawrence va presentar un programa de Saturday Night Live, amb el convidat musical The Lumineers. The Devil You Know, una producció a petita escala que Lawrence havia filmat el 2005, va ser el seu primer llançament el 2013. A continuació, va tornar a repetir el paper d'Everdeen a The Hunger Games: Catching Fire, la segona entrega de la saga de cinema dels Jocs de la fam. Mentre realitzava les acrobàcies submarines de la pel·lícula va patir una infecció d'oïda que li va provocar una breu pèrdua d'audició. Amb uns guanys de taquilla de 865 milions de dòlars, la pel·lícula continua avui sent el seu llançament amb més ingressos. Stephanie Zacharek, de The Village Voice, assegurava que la interpretació d'Everdeen per Lawrence la convertia en un model ideal i va escriure que «no hi ha cap santedat ni pretensió de falsa modèstia en la manera com Lawrence la interpreta». Va assumir un paper secundari en el drama criminal de Russell American Hustle (2013) com a Rosalyn Rosenfeld, la neuròtica esposa de l'estafador Irving Rosenfeld (interpretada per Christian Bale). Inspirada en l'operació abscam de l'FBI estatunidenc, la pel·lícula està ambientada en el context de la corrupció política a la Nova Jersey dels anys setanta. Lawrence va investigar poc per al paper i va basar l'actuació en el coneixement de l'època a partir de pel·lícules i programes de televisió que havia vist. Geoffrey Macnab de The Independent la va elogiar com a «divertida i àcida», sobretot per una escena improvisada en què besa agressivament als llavis l'amant del seu marit (interpretada per Amy Adams). Per la seva interpretació, Lawrence va guanyar el Globus d’Or i el Premi BAFTA a la millor actriu secundària i va rebre la seva tercera nominació als Oscar, la primera a la categoria de secundària.

### Actriu reconeguda (2014-2018)

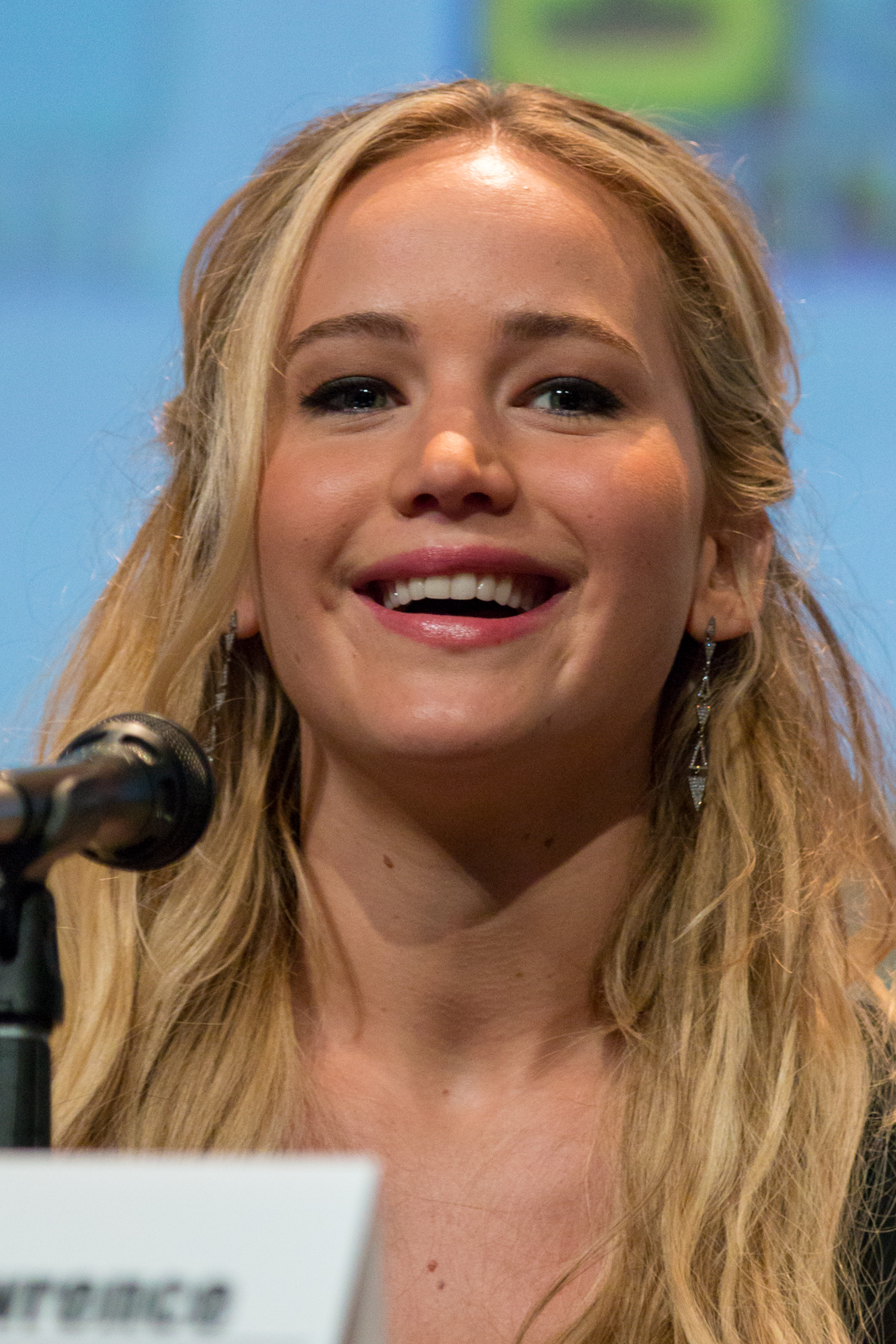
Lawrence a la Convenció Internacional de Còmics de San Diego, l'any 2015.

Lawrence va interpretar Serena Pemberton al drama Serena (2014) de Susanne Bier, basat en la novel·la homònima de Ron Rash. A la pel·lícula, ella i el seu marit George (interpretat per Bradley Cooper) s'involucren en activitats criminals després d’adonar-se que no poden tenir fills. El projecte es va filmar el 2012 i es va estrenar el 2014 amb males crítiques. Llavors Lawrence va repetir el paper de Mystique a X-Men: Days of Future Past, que va servir com a seqüela d'X-Men: La decisió final (2006) i X-Men: First Class (2011). La pel·lícula va rebre crítiques positives i va recaptar 748,1 milions de dòlars a tot el món, convertint-se en la pel·lícula més taquillera de la sèrie X-Men fins al moment. Justin Chang, de Variety, va elogiar la seva aparició a la pel·lícula, però va pensar que poca cosa havia de fer sinó «brillar, grunyir i deixar que els artistes d'efectes visuals facin la seva feina». Les següents dues estrenes de Lawrence van ser els darrers lliuraments de la sèrie de pel·lícules Els jocs de la fam, Mockingjay - Part 1 (2014) i Part 2 (2015). Per a la banda sonora de la primera de les pel·lícules, va gravar la cançó The Hanging Tree, que figura en diverses llistes de singles internacionals. En una crítica de l'última entrega de la sèrie, Manohla Dargis del The New York Times va dibuixar similituds entre el viatge d'Everdeen com a líder rebel i l'ascens de Lawrence a l'estrellat, afirmant: «[L'actriu] ara habita el paper tan fàcilment com respira, en part perquè, com totes les grans estrelles, sembla que interpreta una versió del seu jo real». Ambdues pel·lícules van recaptar més de 650 milions de dòlars a tot el món.
Lawrence va treballar amb Russell per tercera vegada en el film biogràfic Joy (2015), en què interpreta el personatge homònim, una mare soltera amb problemes que es converteix en una dona de negocis d’èxit. Durant la producció a Boston, la premsa va informar sobre un desacord entre Russell i Lawrence que va resultar en un «duel de crits». Va dir que l'amistat amb Russell els facilitava el desacord, perquè la gent es baralla quan s'estima realment. La pel·lícula no va ser tan ben rebuda com les seves col·laboracions anteriors, però l’actuació de Lawrence va ser elogiada per unanimitat. Richard Roeper va considerar que era el seu millor paper des de Winter's Bone, descrivint-ho com «una actuació meravellosament escenificada». Va guanyar el seu tercer premi Globus d'Or i va ser nominada a un altre premi de l'Acadèmia a la millor actriu, convertint-se en la persona més jove amb quatre nominacions als Oscar.
Lawrence va començar el 2016 proporcionant la narració d'A beautiful plante, una pel·lícula documental que explora la Terra des de l'Estació Espacial Internacional. Va interpretar Mystique per tercera vegada a X-Men: Apocalypse (2016). La pel·lícula va rebre crítiques mixtes, amb el consens que es va omplir excessivament d’actuacions que van restar importància als temes de la història i a les actuacions dels actors i actrius. Helen O'Hara, de la revista Empire, va considerar que la pel·lícula era una decepció respecte les anteriors entregues de la sèrie i va criticar Lawrence per fer el seu personatge massa ombrívol. Malgrat això, va ser premiada com a actriu de pel·lícula preferida als 43ns People's Choice Awards.

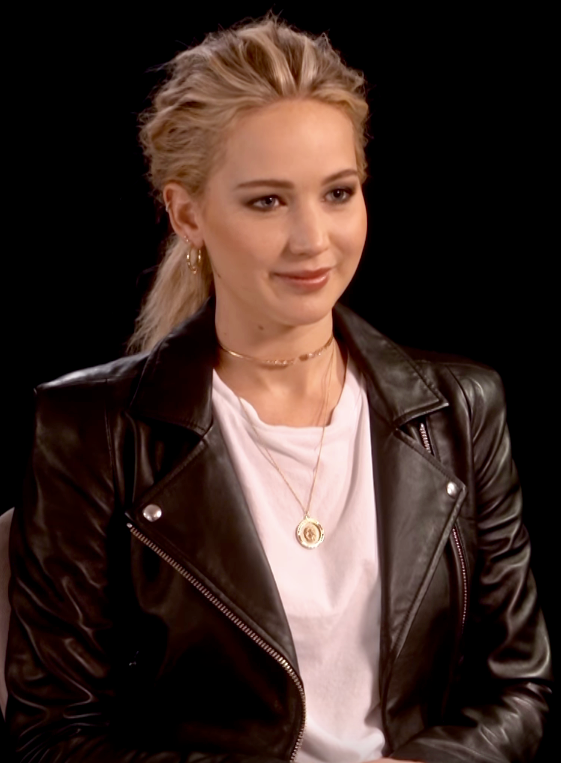
Lawrence promocionant Red Sparrow el 2018.

Lawrence va rebre 20 milions de dòlars per haver interpretat Aurora Lane a la pel·lícula de ciència-ficció Passengers (2016), i va rebre la màxima facturació per sobre del coprotagonista Chris Pratt. S'hi presenta al personatge de Pratt i al seu com dues persones que es desperten 90 anys massa aviat d’una hibernació induïda en una nau espacial que es dirigeix a un nou planeta. Lawrence es va sentir nerviosa realitzant la seva primera escena sexual i besant un home casat (Pratt) a la pantalla. Va beure alcohol per preparar-se per al rodatge. Per sorpresa del repartiment i la tripulació, Passengers va rebre crítiques dolentes, però Lawrence inicialment va defensar la pel·lícula anomenant-la «una història d'amor complicada i contaminada». Més tard va expressar el seu pesar per haver protagonitzat la pel·lícula.
La pel·lícula de terror psicològic Mother! de Darren Aronofsky va ser l'únic llançament de Lawrence del 2017. Hi va fer el paper d'una jove dona que experimenta un trauma quan la seva llar és envaïda per convidats inesperats. Lawrence va passar tres mesos assajant per a la pel·lícula en un magatzem de Brooklyn, tot i la seva reticència a assajos en els seus treballs anteriors. L’intens paper li va resultar esgotador. Se li va subministrar oxigen suplementari quan es va hiperventilar un dia, i també es va dislocar una costella. Mother! va polaritzar l'audiència i va provocar sortides de les sales. La pel·lícula va ser millor rebuda per la crítica: Walter Addiego, de la San Francisco Chronicle, la va etiquetar com «agressiva» i com a «prova deliberada de resistència de l'audiència», i va valorar Lawrence per «no permetre's mai reduir-se a una víctima udolant».
L’any següent, Lawrence va actuar com Dominika Egorova, una espia russa que entra en contacte amb un misteriós agent de la CIA (interpretat per Joel Edgerton), al thriller d’espionatge de Francis Lawrence Red Sparrow, basat en la novel·la homònima de Jason Matthews. Va aprendre a parlar amb accent rus i va realitzar entrenaments de ballet durant quatre mesos. Després d'haver estat víctima d'un hacker que va filtrar fotos de nus seus, l'actriu es va trobar a ella mateixa desafiada per la sexualitat del seu paper, però va dir que interpretar les escenes de nus la feia sentir empoderada. A Eric Kohn d'IndieWire no li va agradar el desenllaç de la pel·lícula, però va elogiar les actuacions de Lawrence i Charlotte Rampling, afirmant que «el considerable talent que es mostra és la gràcia salvadora constant [de la pel·lícula]». Un any després, Lawrence va fer la seva quarta i última aparició com a Mystique, a Dark Phoenix, que va rebre males crítiques i va ser un fracàs a taquilla.

### Aturada i retorn amb pel·lícules en streaming (2019-present)

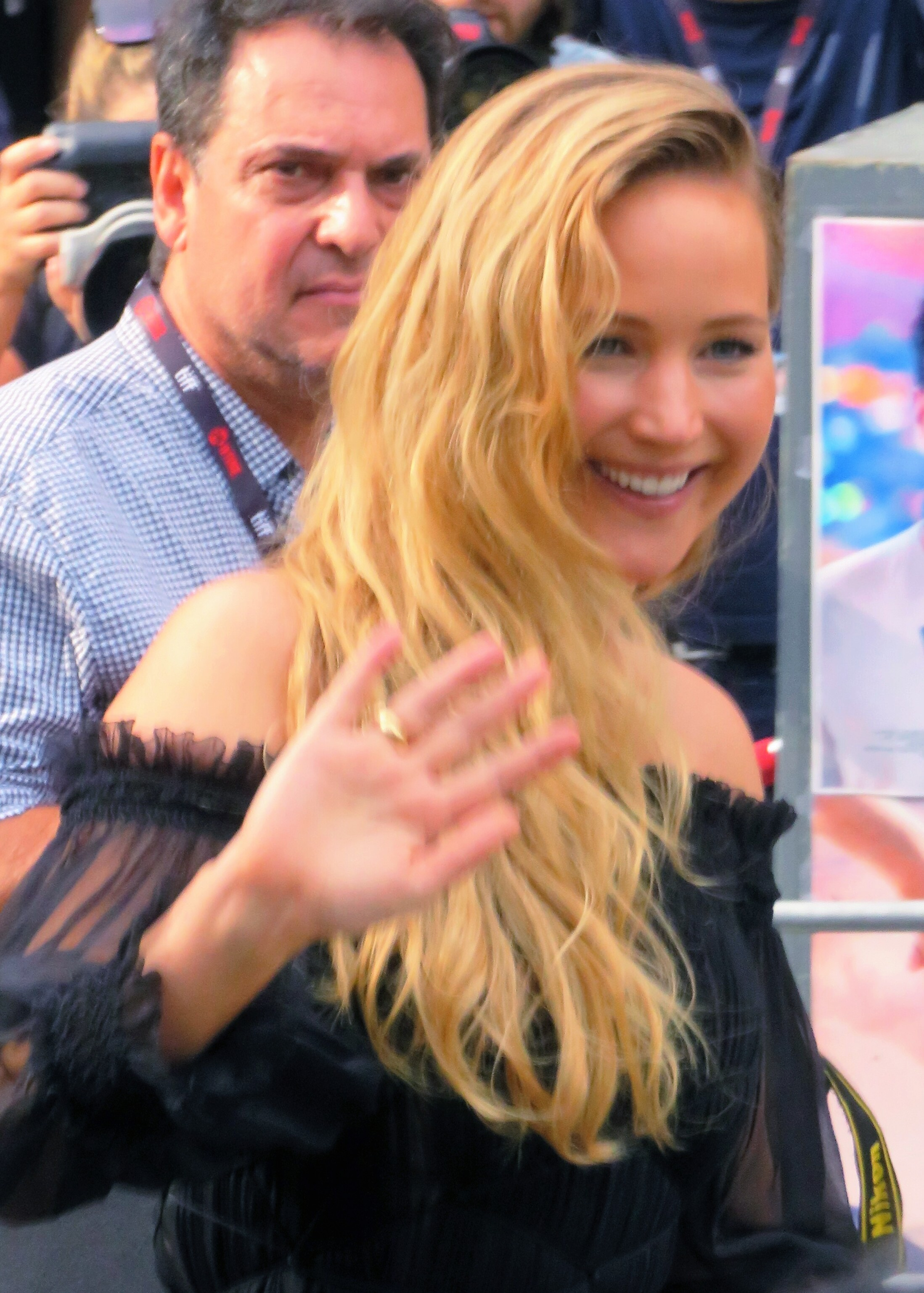
Lawrence al Festival Internacional de Cinema de Toronto] de 2022.

Després d'una sèrie de papers amb crítiques decebedores, Lawrence va fer una pausa de l'actuació. Se sentia insatisfeta amb les seves pel·lícules, volia evitar l'escrutini dels mitjans i es va centrar en les activitats domèstiques durant aquest període. Volent treballar amb el director Adam McKay des que tenia 19 anys, Lawrence va tornar el 2021 per a la seva pel·lícula Don't Look Up per a Netflix per un sou de 25 milions de dòlars. Un «apocalipsi de pallassades», la pel·lícula va fer que ella i el seu coprotagonista Leonardo DiCaprio interpretessin a dos astrònoms que intentaven advertir la humanitat sobre un cometa de nivell d'extinció. Per al paper, Lawrence va rebre un treball de tint vermell i una tallada de cabells; en una entrevista a Vogue, va dir que va investigar àmpliament l'aspecte típic dels aspirants a astrofísics. Les crítiques de la pel·lícula van ser diverses, però els crítics sobretot van elogiar-la per les actuacions de Lawrence i DiCaprio, que van ser descrits com a «centre nauràlgic» per Ian Sandwell de Digital Spy i «una delícia de veure-ho» per Saibal Chatterjee de NDTV. Lawrence va obtenir la seva cinquena nominació al Globus d'Or per la pel·lícula. Va batre el rècord de més visualitzacions (152 milions d'hores) en una sola setmana de la història de Netflix i va ser la segona pel·lícula més vista de la plataforma en els 28 dies posteriors a la seva estrena.
Lawrence va produir i protagonitzar el drama independent de Causeway de Lila Neugebauer, distribuït per A24, interpretant un soldat que pateix una lesió cerebral. També interpretarà la informant de la màfia Arlyne Brickman en l'adaptació cinematogràfica de Paolo Sorrentino del llibre Mob Girl de Teresa Carpenter.
Amb Excellent Cadaver, Lawrence va produir Bread and Roses (2023), una pel·lícula documental de la directora Sahra Mani sobre dones afganeses sota el domini dels talibans. Amb ganes de treballar en una comèdia, Lawrence va acceptar l'oferta del seu amic Gene Stupnitsky per protagonitzar la seva comèdia eròtica No Hard Feelings (2023), que ella també va produir. Va interpretar una dona jove que s'enfronta a la fallida que accepta una publicació a la llista d'anuncis classificats Craigslist d'uns pares rics perquè surti amb el seu fill introvertit de 19 anys (interpretat per Andrew Barth Feldman). Els crítics van tenir opinions favorables sobre la pel·lícula i van apreciar la comicitat de Lawrence. Va rebre una altra nominació al Globus d'Or per la seva actuació.
Lawrence també produirà una adaptació cinematogràfica de la novel·la Burial Rites, sobre l'última dona executada per assassinat a Islàndia, que també protagonitzarà. Lawrence anava a interpretar la CEO de Theranos Elizabeth Holmes a la pel·lícula dramàtica biogràfica Bad Blood, escrita i dirigida per Adam McKay, basada en el llibre de 2018 Bad Blood: Secrets and Lies in a Silicon Valley Start Up de John Carreyrou, però va abandonar el projecte.

## Vida personal
Mentre filmava X-Men: First Class el 2010, Lawrence va començar una relació sentimental amb un company de set, Nicholas Hoult. La parella es va trencar mentre es filmava X-Men: Days of Future Past el 2014.
Aquell mateix any 2014, també va ser una de les víctimes de les filtracions de fotos de celebritats a iCloud, en què es van filtrar en línia desenes de fotografies seves nua. Lawrence va subratllar que les imatges mai no havien de ser publicades; va qualificar la filtració de «delicte sexual» i de «violació sexual». Va afegir que els espectadors de les imatges haurien d'avergonyir-se de participar en un delicte sexual. Més tard, l'actriu va declarar que les imatges anaven destinades a Hoult i que, a diferència d'altres víctimes del hacker, no tenia previst demandar a Apple Inc.
El setembre de 2016 va començar a sortir amb el director Darren Aronofsky, a qui va conèixer durant el rodatge de Mother!. La parella es va separar al novembre del 2017.
El 2018 va començar a sortir amb Cooke Maroney, director de galeria d’art, i es van comprometre el febrer del 2019. L’octubre del 2019 es va casar amb Maroney a Rhode Island. Des de maig de 2019, resideixen entre Lower Manhattan, Nova York i Beverly Hills, Califòrnia. Al setembre de 2021, es va confirmar que la parella esperava el seu primer fill junts. El febrer de 2022, Lawrence va donar a llum el seu fill, Cy. El setembre de 2022 va fer públic que abans de tenir el seu primer fill havia patit dos avortaments espontanis. El segon d'ells la va obligar a sotmetre’s a un tractament quirúrgic.

## Fora de la pantalla

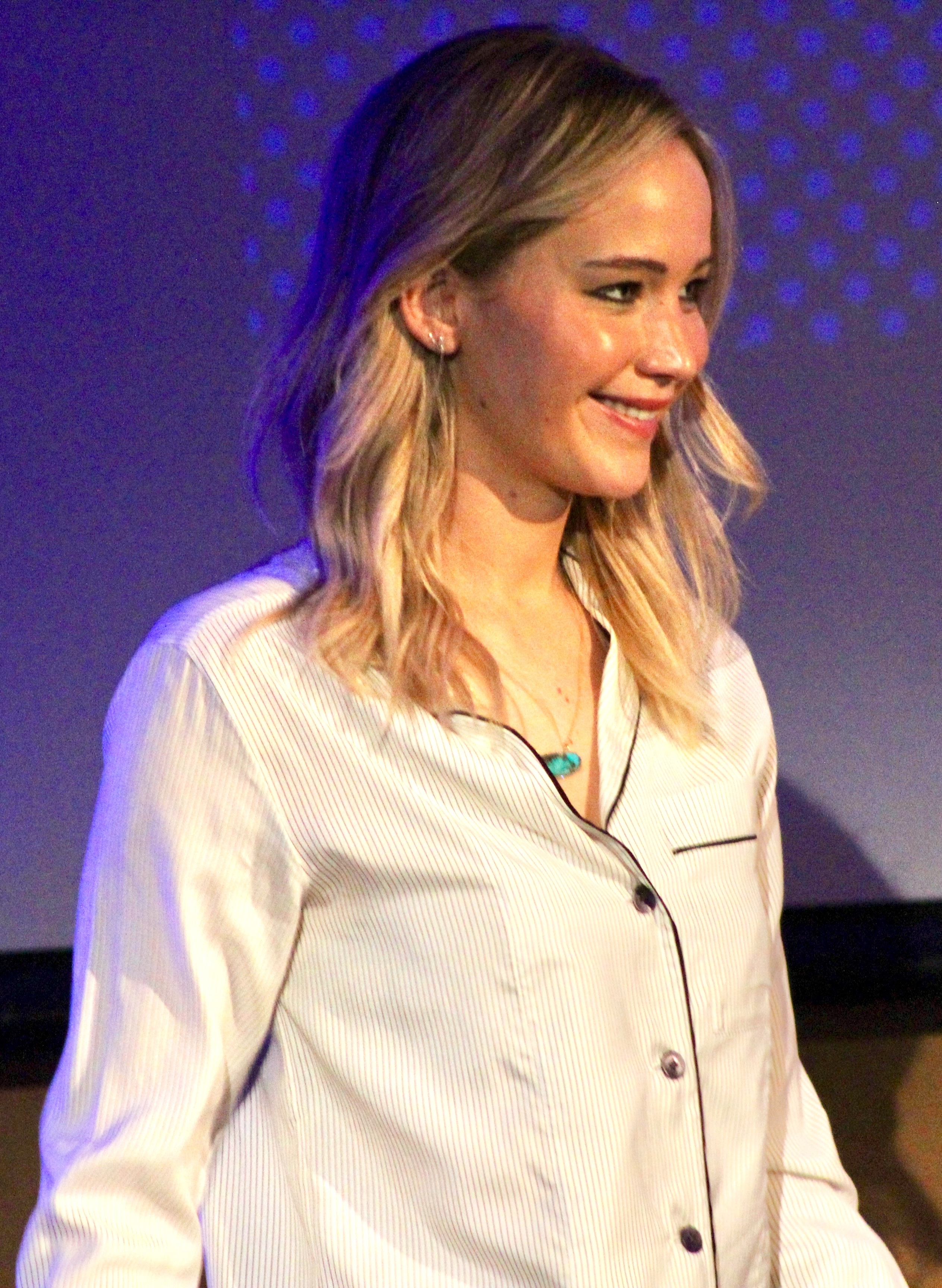
Lawrence a la Universitat Tulane l'any 2018

Lawrence és partidària de l'organització nord-americana pels drets reproductius Planned Parenthood i va participar en un vídeo el juny de 2017 contra el desfinançament de l'organització. Va manifestar-se en contra del tiroteig de novembre de 2015 en una clínica de Colorado Springs.
Lawrence s'identifica com a feminista, un concepte que segons ella no hauria d’intimidar la gent «perquè només significa igualtat». Lawrence promou l'amor pel propi cos entre les dones. El 2015 va escriure un assaig per a la Lenny Letter en què criticava la diferència salarial de gènere a Hollywood. Va escriure sobre les seves pròpies experiències a la indústria, com ara la menor remuneració que rebia pel seu treball a American Hustle en comparació amb els seus companys de repartiment masculins. En una entrevista del 2015 amb Vogue, Lawrence va criticar la secretària del comtat de Kentucky, Kim Davis, per la seva oposició al matrimoni entre persones del mateix sexe. Lawrence va ser criada en una família del Partit Republicà, però posteriorment ha criticat la postura del partit respecte als drets de les dones. Va votar per John McCain a les eleccions presidencials dels Estats Units de 2008, però Lawrence s'ha oposat fermament a la presidència de Donald Trump, afirmant el 2015 que la seva elecció «seria la fi del món». Va donar suport a Joe Biden a les Eleccions presidencials dels Estats Units de 2020.
Lawrence es va unir a l'Acadèmia de les Arts i les Ciències Cinematogràfiques el 2011. Ha donat el seu suport a diverses organitzacions benèfiques, com ara el Programa Mundial d'Aliments, Feeding America i el Thirst Project. Juntament amb Josh Hutcherson i Liam Hemsworth, els seus companys d'Els jocs de la fam (2012), Lawrence es va associar amb les Nacions Unides per donar a conèixer la pobresa i la fam. Va organitzar una projecció exclusiva de The Hunger Games: Catching Fire (2013) en benefici de Saint Mary's Center, una organització de discapacitats a Louisville, i va recaptar més de 40.000 dòlars per la causa. Es va associar amb la xarxa de difusió benèfica Chideo per recaptar fons per als Special Olympics del 2015 projectant la seva pel·lícula Serena (2014). També va col·laborar amb Omaze per organitzar un concurs de recaptació de fons per als jocs en el marc de l'estrena de The Hunger Games: Mockingjay - Part 1 (2014).
El 2015, Lawrence es va associar amb Hutcherson i Hemsworth per Prank It FWD, una iniciativa benèfica per recaptar diners per a l’organització sense ànim de lucre Do Something. Aquell any, també va llançar la Jennifer Lawrence Foundation, que dona suport a organitzacions benèfiques com els Boys & Girls Clubs of America i els Special Olympics. El 2016, va donar 2 milions de dòlars a l’Hospital Infantil Kosair de Louisville per crear una unitat de cures intensives cardíaques que porta el nom de la seva fundació. Lawrence és membre de la junta de Represent.Us, una organització sense ànim de lucre que vol aprovar lleis anticorrupció als Estats Units. El 2018, va col·laborar amb 300 dones a Hollywood per crear la iniciativa Time's Up per protegir les dones de l’assetjament i la discriminació. Va participar en la Marxa de la Dona del 2018 a Los Angeles per reafirmar el seu compromís amb els drets de les dones. Aquell mateix any, Lawrence va anunciar el seu compromís per aconseguir que els joves nord-americans es comprometessin políticament i defensessin lleis contra la corrupció. De nou el 2018, Lawrence va fundar una productora anomenada Excellent Cadaver.

## Imatge mediàtica
El 2012, el lloc web de crítica IndieWire va descriure la personalitat fora de pantalla de Lawrence com a «pràctica». Adam McKay, que va dirigir Lawrence a Don't Look Up, la considerava «una dona forta i divertida que diu la veritat». «Ningú té una ira més bonica que Jen», va dir Mckay, «Quan es desferma, és un espectacle per contemplar». Un escriptor d'IGN l'ha descrita com una actriu «aguda», «divertida» i «peculiar» a la qual li agrada «mantenir els peus a terra» malgrat un èxit considerable. Lawrence ha dit que considera que actuar és «estúpid» en comparació amb professions que salven vides com els metges i, per tant, no creu que tingui dret a ser «arrogant» pels seus èxits.

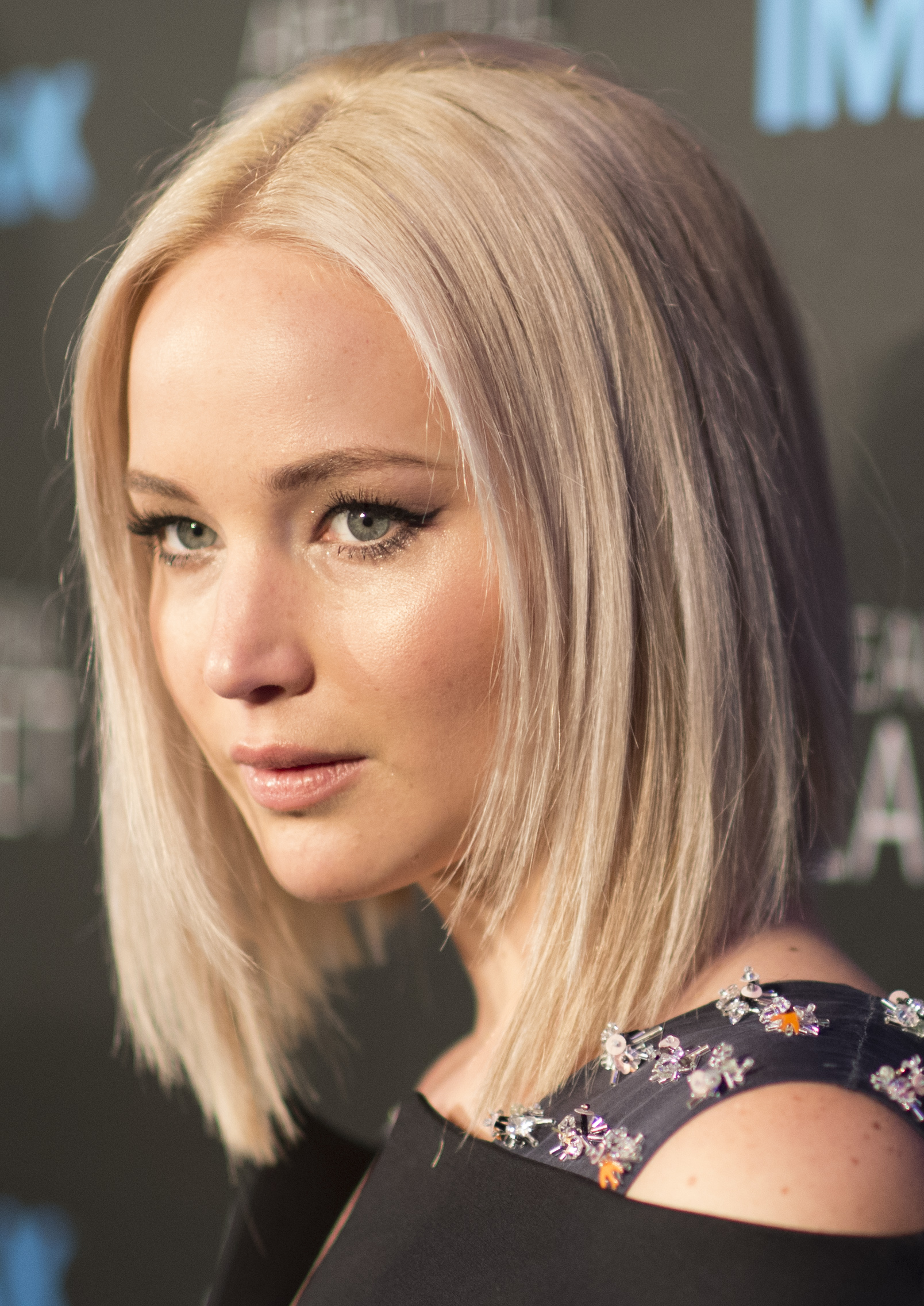
Lawrence a l'estrena dA Beautiful Planet el 2016.

El 2012, Rolling Stone va qualificar Lawrence com «la jove actriu més talentosa d'Amèrica». El coprotagonista d'Els jocs de la fam, Donald Sutherland, ha comparat favorablement la seva feina amb la de Laurence Olivier i la troba una «actriu exquisita i brillant». David O. Russell (que la va dirigir a La part positiva de les coses, American Hustle i Joy) ha elogiat la seva interpretació sense esforç que fa que les seves interpretacions siguin fàcils. Al llarg de la seva carrera, Lawrence ha interpretat papers tant en produccions convencionals de gran renom com en pel·lícules independents de baix pressupost i ha aparegut en diversos gèneres cinematogràfics. No va estudiar interpretació i no ha participat en el teatre professional. En el seu lloc, basa el seu enfocament actoral en les seves observacions de la gent que l'envolta. El juny de 2010, va dir a The Globe and Mail que no «inverteix cap de les seves emocions reals» ni es porta a casa cap dolor dels seus personatges. Va afirmar que «si mai arribés al punt en què, per millorar un paper, hagués de perdre una mica de seny, no ho faria. Només faria comèdies».
A mesura que s'ha desenvolupat la seva carrera, Lawrence s'ha convertit en una de les actrius més ben pagades del món. The Daily Telegraph va informar el 2014 que guanyava 10 milions de dòlars per pel·lícula. El 2013, la revista Time la va nomenar una de les 100 persones més influents del món, Elle la va etiquetar com la dona més poderosa del negoci de l'entreteniment i Forbes la va classificar com la segona actriu més poderosa, només darrera d'Angelina Jolie, situant-la al número 49 de la llista. El 2014, Forbes la va nomenar la segona actriu més ben pagada del món amb uns guanys de 34 milions de dòlars i la va citar com l’actriu més poderosa, situant-la al número 12 de la llista Celebrity 100 de la revista. Va tornar a aparèixer a la llista els anys 2015 (nº34) i 2016 (nº24). El 2015, Lawrence va ser nomenada «Artista de l'any» per Entertainment Weekly, títol que també va guanyar el 2012 i va ser reconeguda com l'heroïna d'acció amb més recaptació al Guinness World Records per la saga d'Els jocs de la fam. El 2015 i el 2016, Forbes va informar que s'havia convertit en l’actriu més ben pagada del món amb uns ingressos anuals de 52 i 46 milions de dòlars, respectivament. La revista la va classificar com la tercera i quarta actriu més ben pagada del món durant els dos anys següents, amb uns guanys respectius de 24 i 18 milions de dòlars. A data de 2019, les pel·lícules de Lawrence havien recaptat més de 6.000 milions de dòlars a tot el món.
Lawrence va aparèixer a la llista de Victoria's Secret Sexiest Up-and-Coming Bombshell el 2011, a la llista de People de Persones Més Belles el 2011 i el 2013, a la de Maxim Hot 100 de l'any 2011 al 2014, i a la d'FHM de dones més atractives del món el 2014. Del 2013 al 2015, va aparèixer a la llista anual de Glamour de les dones més ben vestides, encapçalant la llista de l'any 2014.
Durant el mandat de Raf Simons a Dior, Lawrence es va convertir una ambaixadora de famosos de la marca, apareixent en campanyes publicitàries de moda i perfums. Porta sovint Dior a esdeveniments de catifes vermelles, incloses estrenes de cinema i premis. També va portar un vestit de núvia de Dior personalitzat el dia del seu casament.

## Filmografia
| Films that have not yet been released | Denota projectes que encara no s'han publicat |

### Pel·lícula
| Any  | Títol                                 | Rol                        | Notes                              |
| ---- | ------------------------------------- | -------------------------- | ---------------------------------- |
| 2008 | Garden Party                          | Tiff                       |                                    |
| 2008 | The Poker House                       | Agnes                      |                                    |
| 2008 | The Burning Plain                     | Mariana                    |                                    |
| 2010 | Winter's Bone                         | Ree Dolly                  |                                    |
| 2011 | Like Crazy                            | Sam                        |                                    |
| 2011 | The Beaver                            | Norah                      |                                    |
| 2011 | X-Men: First Class                    | Raven Darkhölme / Mystique |                                    |
| 2012 | Els jocs de la fam                    | Katniss Everdeen           |                                    |
| 2012 | La part positiva de les coses         | Tiffany Maxwell            |                                    |
| 2012 | House at the End of the Street        | Elissa Cassidy             |                                    |
| 2013 | The Devil You Know                    | Young Zoe Hughes           |                                    |
| 2013 | The Hunger Games: Catching Fire       | Katniss Everdeen           |                                    |
| 2013 | American Hustle                       | Rosalyn Rosenfeld          |                                    |
| 2014 | X-Men: Days of Future Past            | Raven Darkhölme / Mystique |                                    |
| 2014 | Serena                                | Serena Pemberton           |                                    |
| 2014 | The Hunger Games: Mockingjay – Part 1 | Katniss Everdeen           |                                    |
| 2015 | Dior and I                            | Ella mateixa               | Documental                         |
| 2015 | The Hunger Games: Mockingjay – Part 2 | Katniss Everdeen           |                                    |
| 2015 | Joy                                   | Joy Mangano                |                                    |
| 2016 | A Beautiful Planet                    | Narradora                  | Documental                         |
| 2016 | X-Men: Apocalypse                     | Raven Darkhölme / Mystique |                                    |
| 2016 | Passengers                            | Aurora Lane                |                                    |
| 2017 | Mother!                               | Mare                       |                                    |
| 2018 | Red Sparrow                           | Dominika Egorova           |                                    |
| 2019 | Dark Phoenix                          | Raven Darkhölme / Mystique |                                    |
| 2019 | Love, Antosha                         | Ella mateixa               | Documental                         |
| 2021 | Don't Look Up                         | Kate Dibiasky              |                                    |
| 2022 | Causeway                              | Linsey                     | També productora                   |
| 2023 | Bread and Roses                       | Plantilla:Dash             | Només productora                   |
| 2023 | No Hard Feelings                      | Maddie                     | En postproducció; també productora |

### Televisió
| Any       | Títol                 | Rol                          | Notes                                      |
| --------- | --------------------- | ---------------------------- | ------------------------------------------ |
| 2006      | Monk                  | Mascot                       | Episodi: «Mr. Monk and the Big Game»       |
| 2007      | Cold Case             | Abby Bradford                | Episodi: «A Dollar, a Dream»               |
| 2007–2008 | Medium                | Young Allison / Claire Chase | 2 episodis                                 |
| 2007–2009 | The Bill Engvall Show | Lauren Pearson               | Paper principal                            |
| 2013      | Saturday Night Live   | Ella mateixa (presentadora)  | Episode: «Jennifer Lawrence/The Lumineers» |
| 2017      | Jimmy Kimmel Live!    | Ella mateixa (presentadora)  | Episodi: «November 2, 2017»                |

### Vídeos musicals
| Any  | Títol           | Artista   | Paper     | Ref.   |
| ---- | --------------- | --------- | --------- | ------ |
| 2010 | The Mess I Made | Parachute | Dona jove | [ 28 ] |

## Reconeixements
Referències:
| Any       | Premi                                               | Obra |
| --------- | --------------------------------------------------- | --- |
| 2012      | Oscar a la millor actriu                            | La part positiva de les coses |
| 2012      | Globus d'Or a la millor actriu de comèdia o musical | La part positiva de les coses |
| 2015      | Globus d'Or a la millor actriu de comèdia o musical | Joy |
| 2013      | Globus d'Or a la millor actriu secundària           | American Hustle |
| 2012-2015 | 7 MTV Movie Awards                                  | Els jocs de la fam The Hunger Games: Catching Fire The Hunger Games: Mockingjay – Part 1 The Hunger Games: Mockingjay – Part 2 La part positiva de les coses                                   |
| 2011-2016 | 6 Premis People's Choice                            | Els jocs de la fam The Hunger Games: Catching Fire The Hunger Games: Mockingjay – Part 1 The Hunger Games: Mockingjay – Part 2 X-Men: First Class X-Men: Days of Future Past X-Men: Apocalypse |
| 2012      | Satellite Award                                     | La part positiva de les coses |
| 2012-2015 | Premi Saturn                                        | Els jocs de la fam |